# 元公 (魯)
元公（げんこう）は、魯の第29代君主。名は嘉。悼公の子で、悼公の後を受けて魯国の君主となった。在位21年。魯国の政権は三桓といわれた季孫氏・孟孫氏・叔孫氏が掌握した。